# Glenn Medeiros
Glenn Allan Medeiros (Lihue, Kauai, 24 de junho de 1970) é um cantor e compositor dos Estados Unidos, de origem portuguesa.
Conseguiu fama internacional aos 16 anos, ao gravar um cover da balada "Nothing's Gonna Change My Love for You", gravada originalmente em 1984 por George Benson.
A versão de Medeiros conseguiu a 12ª posição no Top 100 da Billboard e o 1º lugar em Inglaterra, no ano de 1987. No Brasil, o tema fez parte da novela Mandala, da Rede Globo.
Na França, obteve um grande sucesso com Elsa em "Un Roman d'amitié".
O êxito levou-o a fazer duetos com Ray Parker Jr., com "All I'm Missing Is You", e Bobby Brown em "She Ain't Worth It" (1990). 
Em 1992, gravou a faixa "Standing Alone", em dueto, juntamente com o cantor alemão Thomas Anders (ex-Modern Talking).
Hoje em dia, Glenn é professor de música, dando aulas em vários colégios dos Estados Unidos. Em 2016, relança o álbum It´s Alright to Love, originalmente gravado em 1993 e distribuído somente a países da Europa e da Ásia.

## Vida pessoal
Glenn é casado desde 1996 com Tammy Ann Medeiros. O casal tem 2 filhos: Chord Medeiros, um rapaz, nascido a 3 de fevereiro de 2000 e Lyric Medeiros, nascida a 1 de maio de 2001.

## Discografia
- Glenn Medeiros (1987)
- Not Me (1988)
- Glenn Medeiros (1990)
- The Glenn Medeiros Christmas Album (1993)
- It's Alright to Love (1993)
- Sweet Island Music (1995)
- Captured (1999)
- ME (2003)
- With Aloha (2005)
- Aloha from Paradise (2007) (vários artistas)
- It´s Alright to Love (2016)